# ホンダマルチマチック
ホンダマルチマチック（Honda Multi Matic、略称: HMM）は、本田技研工業（ホンダ）内製のファン・ドールネ式金属プッシュベルト式無段変速機（CVT）に対してかつて使われていた商標である。

## 概要
1995年にホンダ初のCVTとして、ホンダ・シビックおよびシビックフェリオに搭載された。当時は1.5リットルクラスのエンジンに対応した世界初のCVTとして登場した。
当初は、一般的なトランスミッションの入力側ではなく、出力側にスタートクラッチ（湿式多板発進クラッチ）を配置していた。トルクコンバータのすべりを排除することで燃費効率が高められている、とされた。弱いクリープが設定されていたものの、坂道発進時にはサイドブレーキの併用が必要であった。
ミッションオイル（作動油）には専用の「ホンダマルチマチックフルード（HMMF）」を使用するとしており、汎用のCVTフルードは使用できない場合がある。ただしアフターマーケットでは既存製品との互換表を掲載して販売がなされている例の他、カストロールはHMMFの互換品としてホンダ車専用の「TRANSMAX ATF TYPE H」を販売している。
次第にミッションオイルの劣化やスタートクラッチの劣化によるジャダー現象が発生するなどの問題が明らかになり多数の報告が上がったため、フィット（アリア）・モビリオ（スパイク）・エアウェイブの5車種に限り2010年3月に2年間または6万kmのトランスミッション保証期間延長（発進時のジャダーがみられる場合ミッションオイルまたはクラッチ一式の無償交換）の処置がなされた。その後湿式多板クラッチを使用する方式を改め入力側にトルクコンバータを配置する一般的な構成に変更された。
1998年に、登降坂シフト制御「プロスマテック」を適用した「ホンダマルチマチックS（HMM-S）」が導入された。
ホンダの軽自動車初のCVT車は2011年のN-BOXであった。
2018年以降は「ホンダマルチマチック」という名称は使われていない。カタログ等には「無段変速オートマチック」または単に「CVT」と記載されている。